# إيه إن/إف بي إس-17

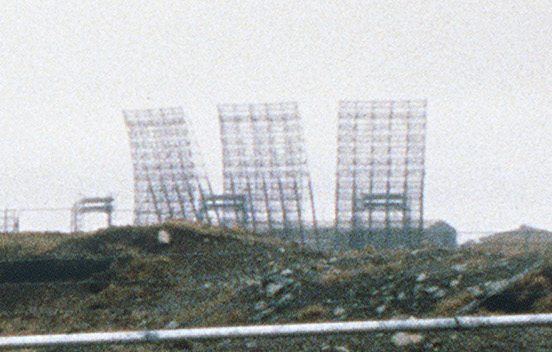

إيه إن/إف بي إس -17 أو AN/FPS-17 هو نظام رادار أرضي ذو شعاع ثابت مُثبت في ثلاثة مواقع على مستوى العالم، ألا وهم: قاعدة بيرينشليك الجوية في جنوب شرق تركيا (وهي تعرف سابقًا بمحطة ديار بكر الجوية)، ولاريدو في ولاية تكساس، وجزيرة شيميا في ألاسكا.
وقد وُظف هذا النظام لموافاة متطلبات جمع الاستخبارات العلمية والتقنية خلال الحرب الباردة. وكان الهدف الأصلي من إنشاء أول موقع تثبيت في ديار بكر هو مراقبة اختبارات قذائف الاتحاد السوفييتي في كابوستين يار التي تقع جنوب ستالينغراد، وبالأخص رصد عمليات إطلاق القذائف. ولكن البيانات التي قدمتها القاعدة فاقت متطلبات المراقبة مما يسمح باستنتاج مسار القذائف، وتحديد مكان وموعد إطلاق الأقمار الصناعية من البر، وحساب الجداول الفلكية الخاصة بالقمر الصناعي (أي موقعه ومداره)، بالإضافة إلى تقييم أداء معزز الصواريخ. وقد أدى النجاح الباهر الذي أظهره الرادار إلى استخدامه في تحديد مواقع الأهداف بالتناسق مع الرادار AN/FPS-19 بداية من منتصف عام 1964. وعن طريق استخدام هذين النظامين معًا يمكن تقدير أبعاد الأقمار الصناعية والقذائف، كما يمكن رصد دخول المركبات سواء كانت تحمل ركابًا أم لا.
وقد أُنشأ موقع تثبيت ثانٍ في لاريدو، تكساس، وكان يستخدم بشكل رئيسي في أغراض البحث والتطوير. أما موقع التثبيت الأخير فقد نُصب في جزيرة شيميا في ألاسكا لرصد القذائف.

## النشأة
قد أدت تجارب رصد القذائف باستخدام نظام رادار SCR-270 المعدل في عام 1948 و1949 في قاعدة هولومان الجوية في نيو مكسيكو إلى جانب خبرة الولايات المتحدة في التعامل مع المعدات التي تستهلك قدرًا كبيرًا من الطاقة في أنظمة الرادار الأخرى إلى تمهيد الطريق أمام صناعة أنظمة رادار بقدرة كهربية في نطاق الميجاواط وتوظيفها لأداء المهمات على نطاقات واسعة مقارنة بما كان ممكنًا من قبل. ونظرًا إلى وجود ضرورة ملحة لجمع الاستخبارات عن أنشطة القذائف السوفييتية فقد اصدرت الحكومة طلبًا رسميًا بإنشاء نظام رادار مماثل، وتولى مركز روما لتطوير الأسلحة الجوية مهمة هندسة هذا النظام.
وفي أكتوبر 1954 تعهدت شركة جنرال إليكتريك مع الحكومة الأمريكية بصناعة وتثبيت واختبار أكبر وأقوى أنظمة الرادار في العالم في ذلك الوقت، إذ أن تلك الشركة تتميز بخبرة في إنتاج المعدات ذات الترددات العالية جدًا وأنظمة الرادار. واشترط العقد أن تكون المعدات جاهزة للعمل في الموقع رقم 9 بجوار ديار بكر في خلال تسعة أشهر، أي بحلول 1 يونيو 1955. وبدأت مرحلة البناء في فبراير، وتأخرت العملية عن تاريخ التسليم المتفق عليه بـ15 دقيقة فقط.
وكان الهوائي الأصلي عبارة عن عاكس مكافئ ضخم من تصنيع شركة D. S. Kennedy، وارتفاعه 175 قدم (53 م)، وعرضه 110 قدم (46 م)، وطوله 300 قدم (90 م)، وله القدرة على توليد الإشارات بترددات تتراوح من 175 إلى 215 ميجاهرتز. وفي بداية الأمر اُستخدمت أجهزة إرسال تلفزيونية ذات قدرة عالية من تصنيع جنرال إليكتريك، وهي مُعدلة كي تتوائم مع عملية إرسال النبضات.
ونُفذت عملية المراقبة بواسطة ستة أشعة أفقية لتغطية منطقة كابوستين يار. وفي عام 1958 تم تثبيت هوائي آخر ارتفاعه 46 م وطوله 90 (وهو يُدعى هوائي سنيمارا)، وهو مزود بجهاز إرسال جديد بقدرة 1.2 ميجاواط كجزء من المعدات التي سمحت بتوجيه ثلاثة أشعة أفقية إضافية، بالإضافة إلى تثبيت مروحة مزودة بسبعة أشعة رأسية، وتعزيز مدى تغطية الرادار.
وتضمن هذا النظام المُعقد دائرة إنذار آلية، ودائرة لقياس المسافات، بالإضافة إلى معدات معالجة البيانات؛ وهي مُجهزة لإنتاج سجلات فوتوغرافية بحجم 35 مم لجميع الإشارات المُستقبلة. والموقع مزود بآلية اختزال بيانات أولية، ولكن مرحلة معالجات البيانات النهائية كانت تتم داخل قسم التكنولوجيا الأجنبية في قاعدة رايت باترسون للقوات الجوية.
وبداية من 15 يونيو 1955 (وهو تاريخ أول تعقب لقذيفة سوفييتية) وحتى 1 مارس 1964 تم الإبلاغ عن رصد 508 قذيفة، وقد رُصدت 147 من بيت تلك القذائف على مدار آخر سنتين في تلك الفترة.

## التشغيل
كان نظام الرادار المُثبت في ديار بكر مزودًا بثماني قنوات منفصلة، وكل واحدة منهن مزودة بجهاز توليد إشارات، وجهاز إرسال، وجهاز توجيه إشارات مزدوج، وجهاز استقبال، ووحدة عرض البيانات. وتغذي تلك القنوات الثمانية الأشعة الستة عشر بالطاقة الكهرومغناطيسية، إذ أن كل شعاعين يتقاسمان وقت تشغيل قناة واحدة. وتتحكم مفاتيح التبديل الهوائية بتلك المهمة دوريًا كل 3 ثواني، إذ تتبادل تشغيل كل شعاع كل 1.5 ثانية. كما ثُبتت خطوط تغذية هوائية للسماح بتركيب شعاعين إضافيين يمكن تشغيلهما مع بعض التعديلات البسيطة في تركيب الأسلاك.
وقد صُممت خطوط تغذية أجهزة الهوائي لإنتاج نمط الأشعة البينية الموضحة بالشكل. الشعاعين 1 و18 مُعطلان في الظروف العادية. وتُولد الأشعة من 1 إلى 7 بواسطة الهوائي القديم، أما الأشعة من 8 إلى 18 فهي تعتمد على الهوائي الأحدث (هوائي سينمارا) الذي يتميز بعرض 90 م مما يزود الأشعة بأبعاد أفقية ضيقة.
وتُسلط الأشعة من 2 إلى 9 في اتجاه أفقي، وتُسلط الأشعة من 10 إلى 17 في اتجاه رأسي. وتعمل الأشعة في كلتا المجموعتان آنيًا. ويعمل كل شعاع بصورة منفصلة عن غيره، إلا في حالة التحكم اليدوي عن طريق إشارة توقيت رئيسية. وكان كل جهاز إرسال يعمل بتردد مختلف عن غيره لمنع حدوث تداخلات في الإشارة. وجميع النبضات المرسلة تستمر لمدة 2000 ميكروثانية، وهي تحمل شفرة أو علامة مميزة عن طريق المرور من خلال خط تأخير يقوم بعكس طور الإشارة كل 20 ميكروثانية. وتمر الإشارة بعد إرسالها واستقبالها عبر نفس خط التأخير، ومن ثم تُضغط بنسبة 100 إلى 1 حتى تصل مدتها إلى 20 ميكروثانية فقط  لزيادة دقة قياس المسافات التي تُحسب بدورها من خلال دالة تعتمد على الفترة الزمنية بين الإرسال والاستقبال.
وخط التأخير هو عبارة عن آلية لتأخير إرسال الإشارة، وهو يتكون من سلسلة من ملفات الحث متصلة على التوالي إلى جانب عدة مكثفات متصلة على التوازي، وينتج عن تلك الدائرة الكهربية فترة تأخير ثابتة. وتسمح خطوط التقاط الإشارة التي تعمل كل 20 ميكروثانية باستخراج النبضات الثانوية بترتيب معين بحيث تصل جميعها في نفس الوقت معًا، وبذلك يمكن تحقيق تأثير الضغط المطلوب.
ويتميز النظام بمدى تغطية زاوي يتراوح بين 18 درجة و49.7 درجة. وفي الظروف العادية يستطيع النظام أن يرصد القذائف والأقمار الصناعية المنطلقة من منطقة كابوستين يار على نطاق اسمي بمقدار 800 عُقدة بحرية (أي 1,500 كم)، ومن الجدير بالذكر أن هذا النظام يستطيع أن يرصد نوع معين من القذائف على بعد 1,625 عقدة بحرية (أي 3,010 كم). ولم يتمكن النظام من رصد الأقمار الصناعية من أقصى بعد يمكن رصدها منه نظرًا إلى أن مساحة تغطية الأشعة الثابتة لا تتوافق مع مخطط التغطية التجريبي.
والمواصفات الكهربية لكل قناة هي كما يلي:
- التردد ..................................... 175-215 ميجاهرتز
- أقصى قدرة لكل شعاع ......................... 1.2 ميجاواط
- مدة النبضة ................................. 2000 ميكروثانية
- معدل تكرار النبضة .......................... 30 دورة في الثانية
- دورة العمل (الجزء الزمني الخاص بالإرسال) .... 0.06
- عرض الشعاع الزاوي (الممدود أفقيًا) .......... 2.5° x 1.8°
- عرض الشعاع الزاوي (الممدود رأسيًا) .......... 1° x 2°
- نسبة ضغط النبضات ........................... 100:1
- دقة القياس ................................. في حدود 5 عقد بحرية (9 كم)

ولتوضيح كيفية حساب قدرات النظام يمكن الاطلاع على سجلات تشغيل القناة رقم 4 على سبيل المثال، وهي تعمل تحت وجود البارامترات التالية:
- أقصى قدرة ناتجة .......................... 1.0 ميجاواط
- أضعف إشارة يمكن رصدها .................... 130 ديسيبل أقل من واحد مللي واط
- التردد ................................... 192 ميجا هرتز

ويمكن حساب أقصى مدى تعقب لهدف يتميز بمساحة مقطعية قدرها 1 م مربع عن طريق التعويض ببارامترات الرادار في المعادلة التالية:
{\displaystyle R=\left[{\frac {P_{t}\,G^{2}\,\lambda ^{2}\,A}{(4\,\pi )^{3}\,\sigma _{min}}}\right]^{1 \over 4}\,\!}
حيث:
- R هو نطاق التغطية بالمتر
- P_t هي أقصى قدرة إرسال بالواط
- G هي معامل تكبير الهوائي باستخدام جهاز إشعاع متناحي
- λ هو الطول الموجي بالمتر
- σ_min هي أضعف إشارة يمكن رصدها بالواط
- A هو حجم الهدف   بالمتر المربع

وبالتعويض بالعلاقة التالية:
{\displaystyle \lambda ={\frac {c}{f}}\,\!}
حيث:
- c هي سرعة الضوء بوحدة م/ث
- f هو تردد الإشارة بالهرتز

{\displaystyle \lambda ={\frac {3\times 10^{8}\,\mathrm {m/s} }{192\times 10^{6}\,\mathrm {Hz} }}=1.56\,\mathrm {m} \,\!}
وبالتحويل الآتي:
{\displaystyle \sigma _{min}=-130\,\mathrm {dBm} =10^{-130/10}\,\mathrm {mW} =10^{-16}\,\mathrm {W} \,\!}
وبالتعويض في المعادلة:
{\displaystyle R=\left[{\frac {10^{6}\,\mathrm {W} \times 5000^{2}\times \left(1.56\,\mathrm {m} \right)^{2}\times 1\,\mathrm {m} ^{2}}{12.57^{3}\times 10^{-16}\,\mathrm {W} }}\right]^{1 \over 4}\,\!}
نجد أن نطاق التغطية = 4,184 كم (أي 2,260 عقدة بحرية).
وتتضمن المشاهدات التي تمت بواسطة جهاز الرادار: رصد عدة عمليات إطلاق نيران رأسية (بغرض نقل مركبات أبحاث الغلاف الجوي العلوي أو تجربة معززات الصواريخ)، ورصد إطلاق قذائف باليستية ضمن نطاقات 1,200 كم، و1,940 كم، و3,700 كم، وإطلاق عدة أقمار صناعية من النوع كوزموس، وعدة أقمار صناعية مدارية، إلى جانب رصد آثار بعض الظواهر الطبيعية الشاذة مثل اضطرابات الغلاف الأيوني والشفق القطبي.